# Pyhäjärvi
Pyhäjärvi is een gemeente en stad in de Finse provincie Oulu en in de Finse regio Noord-Österbotten. De gemeente heeft een landoppervlakte van 1.310,31 km² en telt 4.835 inwoners (2022).